# Нижня Лопсола
Нижня Лопсо́ла (рос. Нижняя Лопсола, марій. Ӱлыл Лопсола) — присілок у складі Оршанського району Марій Ел, Росія. Входить до складу Великопольського сільського поселення.

## Населення
Населення — 39 осіб (2010; 28 у 2002).
Національний склад (станом на 2002 рік):
- марійці — 100 %